# الجزيرة (ناحية)
الجزيرة هي ناحية في شمال قضاء الكرمة في محافظة الأنبار في وسط العراق، على الضفة الشرقية لنهر الفرات. مساحتها 1234 كيلومتراً مربعاً، وهي منطقة زراعية بالدرجة الأولى وأكثر أهلها مزارعون، تكثر بها بساتين النخيل والتفاح والمشمش والكوجى والعرموط ومحاصيل الطماطم والبطيخ والباميا. لكن المنطقة بحاجة إلى دعم من الحكومة المحلية للفلاحين لانها منطقة زراعية رائعة. أكثر سكانها من قبيلة دليم وتفتقد إلى كثير من الخدمات الأساسية مثل الكهرباء والاتصالات الهاتفية.

## التضاريس
ناحية الجزيرة منطقة صحراوية سطحها متموّج وفيها أودية جافّة، منها وادي الطرفاوي وفروعه، وفيها أنهار مندرسة، مثل نهر جالي الصباح ونهر الإسحاقي القديم، وفيها مناطق رعي جيدة في الشتاء والربيع حين تنزل الأمطار، وفيها آبار يُستقى منها للزراعة كان عددها 607 آبار في سنة 2009.
1. ↑  إبراهيم فرحان حسن. "التحليل الجيومرفولوجي لتقييم مظهر الأرض - ناحية الجزيرة في محافظة الأنبار". العراق: مجلة آداب الفراهيدي، 2023, المجلد 15, العدد 54-2, الصفحات 233-249. مؤرشف من الأصل في 2023-08-16. {{استشهاد بدورية محكمة}}: الاستشهاد بدورية محكمة يطلب |دورية محكمة= (مساعدة)